# 144633 Georgecarroll
144633 Georgecarroll este un asteroid din centura principală de asteroizi.

## Descriere
144633 Georgecarroll este un asteroid din centura principală de asteroizi. A fost descoperit pe 21 martie 2004 la Stony Ridge la Observatorul Stony Ridge. Asteroidul prezintă o orbită caracterizată de o semiaxă mare de 2,61 ua, o excentricitate de 0,15 și o înclinație de 12,9° în raport cu ecliptica.